# Grotte du Cheval (Arcy-sur-Cure)
Cet article concerne la grotte du Cheval à Arcy-sur-Cure dans l'Yonne, France. Pour les articles homonymes, voir Grotte du Cheval (homonymie).
Pour un article plus général, voir Grottes d'Arcy-sur-Cure.
La grotte du Cheval est l'une des cavités du site des grottes d'Arcy-sur-Cure dans le département de l'Yonne, en Bourgogne, région administrative Bourgogne-Franche-Comté, France.
Elle est inscrite comme  Monument historique depuis 1992. Avec la Grande grotte, elle est l'une des deux cavités ornées du site, avec des gravures remontant au Gravettien (début du Paléolithique supérieur).

## Situation
Elle se trouve dans la vallée de la Cure en amont d'Arcy-sur-Cure à environ 230 m en amont de la Grande grotte. Son entrée est en dessous de 130 m d'altitude et donc à moins de 10 m au-dessus du niveau actuel de la Cure, cette dernière approchant 121 m d'altitude à ce stade de son parcours[réf. souhaitée].

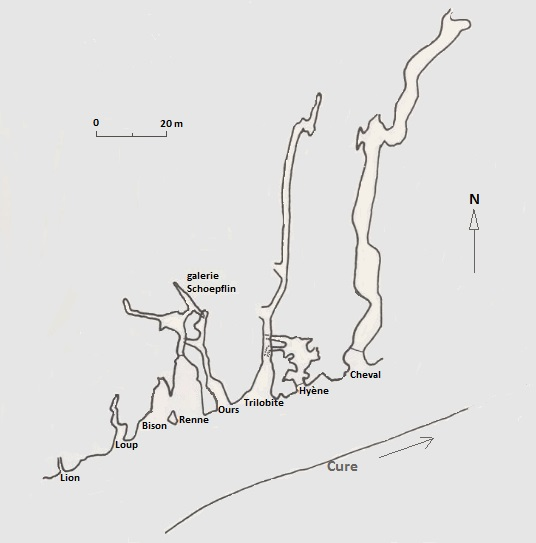
Huit grottes groupées sur environ 70 m, d'amont en aval (O-E) : Lion, Loup, Bison, Renne, grotte des Ours, Trilobite, Hyène, Cheval.
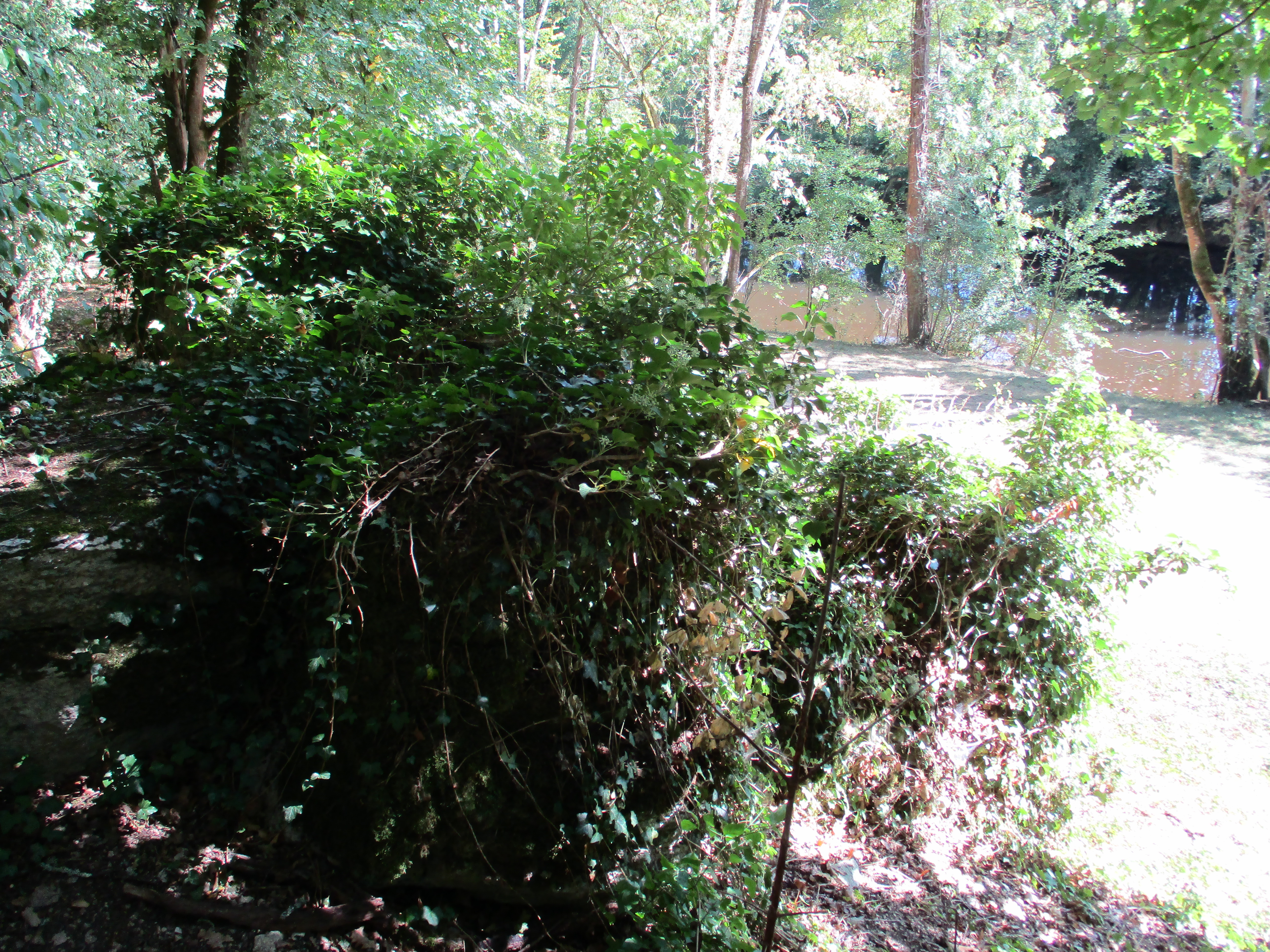
La Cure, vue depuis le passage entre grotte du Cheval et grotte de l'Hyène.
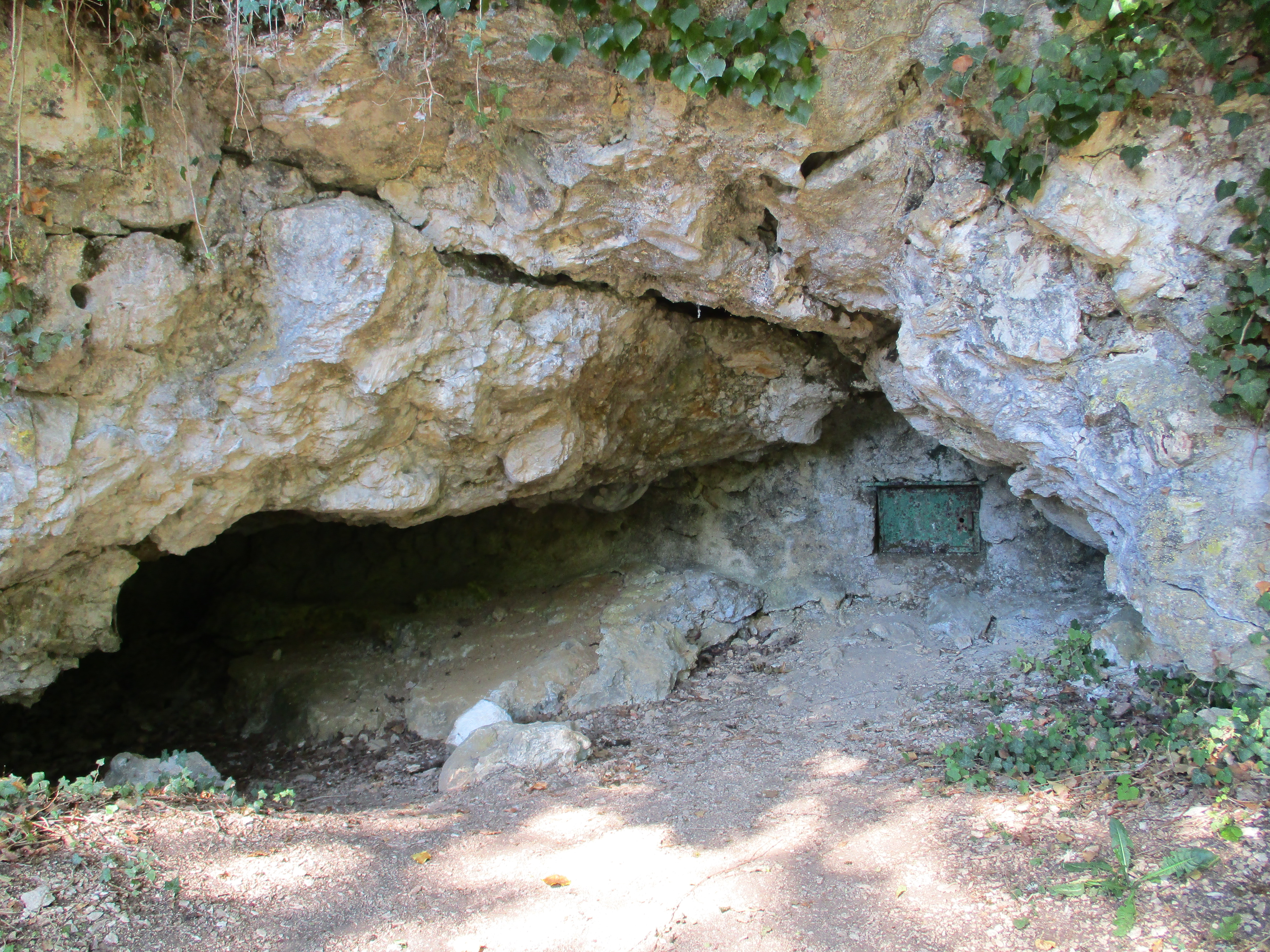
Entrée murée de la grotte du Cheval et petit abri à sa gauche.

## Description
Son développement est de 90 m, pratiquement sans dénivelé. Son entrée a été murée pour protéger les gravures et ses dépôts préhistoriques.
D'accès malaisé, on ne peut y pénétrer qu'en rampant ; d'abord au travers d'un éboulis, puis un laminoir parfois très bas de plafond (~30 cm à son plus bas). La galerie s'élargit plusieurs fois en petites salles séparées les unes des autres par de grosses concrétions formant des « trous de serrure » ; le seuil de la dernière salle est une chatière, rendue tellement étroite par des concrétions qu'elle était impraticable au moment de sa découverte ; mais cette dernière salle est la plus grande. La grotte se termine par une étroite fissure entre sol et plafond qui se rejoignent.
Une lame (en pierre) trouvée plantée dans un suçoir jouxtant la chatière montre que les entonnoirs existaient déjà à l'époque.
La grotte a été remblayée par des dépôts d'argile provenant de la rivière et par des dépôts provenant des fissurations de la roche. De plus le concrétionnement est important. Ainsi les vestiges archéologiques ont été recouverts (et protégés) ; et il est fort probable qu'au Paléolithique son accès était plus praticable, notamment pour l'accès à la dernière salle.

## Découverte et fouilles
La grotte est découverte lors d'une coupe de taillis en 1899. À cette époque seule une dizaine de mètres de la grotte est accessible. L'abbé Parat, qui a commencé l'étude de grottes voisines quelques années auparavant et vient de fouiller la grotte du Trilobite de 1895 à 1898, creuse dans la grotte du Cheval une tranchée d'étude sur environ 3 m de long. Mais il se heurte aux difficultés de l'évacuation des remblais et abandonne les fouilles à ce stade. Il a toutefois identifié trois couches qu'il attribue au Moustérien, au Magdalénien et au Néolithique.

### Moustérien
La couche du Moustérien contient de nombreux vestiges d'animaux : ours, hyène, éléphant primitif (mammouth), rhinocéros, renne, cheval... mais peu de pierres taillées.

### Magdalénien
Parat y trouve un foyer sur le seuil et partiellement en dehors de la grotte, trois ossements (renne et cheval) et 7 outils lithiques dont deux très grandes lames non retouchées de 19 cm et 23 cm respectivement, très légères. Plus tard, deux autres lames sont trouvées ; au total cette couche a livré neuf lames et un nucléus à lamelles. La lame trouvée plantée dans un suçoir a été taillée en pointe à une extrémité. 
Leroi-Gourhan émet l'hypothèse que les lames puissent avoir été des offrandes, mais Bodu et Liger défont ce point de vue après analyse approfondie : différences de longueur, disparité dans la régularité (certaines lames sont issues d'une phase de plein débitage, d'autres sont dues au contrôle des convexités et manquent de régularité), quatre des neuf lames sont des outils, et l'ensemble est accompagné d'un nucléus à lamelles ; ces données, négligées par Leroi-Gourhan, suggèrent plus une activité de fabrication qu'un ensemble de produits finis destinés à une offrande.
Bodu et Liger attribuent comme Parat certains objets au Magdalénien moyen ou final. Mais ils classent comme Gravettien VII (Protomagdalénien) certains des objets attribués par Parat au Magdalénien, mentionnant des similitudes avec des objets trouvés au Blot, à Laugerie-Haute et à l'abri Pataud.
Cette époque est également représentée dans la grotte du Trilobite et l'abri du Lagopède à Arcy, et la grotte de la Marmotte à Saint-Moré voisin.

## Gravures
Le 15 février 1946 les spéléologues René Bourreau, Marcel Papon et Gérard Méraville découvrent des gravures dans la grotte du Cheval. Les premières se trouvent au pied d'une cheminée à environ 80 m de l'entrée, les suivantes sont dans trois élargissements de la galerie.
À l'époque de leur découverte, Leroi-Gourhan les date d'après leur style entre 17000 et 13000 BC. En 1991 et 1994 des datations au radio-carbone donnent entre 28 250 +/-430 BP et 24 660 +/-330 BP (26300 BC et 22700 BC).
Les gravures utilisent deux techniques selon la nature des parois. Certaines zones de paroi sont recouvertes d'argile ; là, les gravures, parfois réalisées directement avec les doigts ou avec des racloirs larges, entaillent le support jusqu'au calcaire et l'effet produit est celui de camées bicolores. D'autres zones sont calcitées et les gravures sont faites de fines entailles avec des pointes de silex. Certaines gravures sont réalisées sur support mixte et les deux techniques sont utilisées : le corps d'un mammouth, sur l'argile, est fait de raclures larges tandis que sa tête, sur concrétion de calcite, en utilise une coulée pour exprimer son oreille et la partie la plus épaisse de la coulée a été sculptée pour former l’œil.
Sur argile ou sur calcite, les gravures restent excessivement fragiles. Afin de les protéger, la grotte a été fermée par un mur en 1947.

## Concrétionnement
Depuis la découverte de la grotte le concrétionnement (formation de concrétions) s'est nettement accéléré en certains endroits. Certaines œuvres, restées apparentes depuis des milliers d'années, ont commencé en quelques dizaines d'années à être recouvertes d'un film calcaire. entre autres exemples, une petite stalactite sur une gravure de mammouth dans la grotte du Cheval mesurant environ 3 cm en 1946, cassée en 1950, a en 1992 pratiquement regagné sa taille de 1946, soit environ 7,1 cm/siècle.
Des bactéries peuvent être responsables de ce concrétionnement, ; mais il faut aussi tenir compte des modifications du couvert végétal sur le massif corallien dans lequel sont creusées les grottes, de l'infiltration de produits agricoles (nitrates entre autres), de la présence humaine, et de nombreux autres facteurs sont aussi à considérer.

### Protection des peintures par calcification contrôlée?
Depuis 2004, les types variés de calcite de la grande grotte sont étudiés (microscopie, spectroscopie, rayonnement synchrotron, microbiologie, analyses ADN, synthèse de calcite en laboratoire pour des essais de croissance contrôlée) pour déterminer les facteurs de leur formation. Certaines couches de calcite sont opaques, d'autres translucides. Plusieurs années d'étude ont permis de déterminer l'un des facteurs les plus importants dans la formation de ces couches : le pCO2. Plutôt que d'essayer d'empêcher la formation de ces couches, il est envisagé de la contrôler afin d'obtenir une calcite translucide, ce qui protégerait les œuvres pariétales,.

## Industrie lithique
Son industrie lithique, qui présente des aspects inhabituels à Arcy, est localisée près de l'entrée de la grotte. L'abbé Parat n'y a trouvé que peu de matériel, mais ce dernier inclut les lames les plus longues que l'abbé aie trouvé, lames exceptionnelles sur le site d'Arcy par leurs grandes dimensions et la qualité et régularité de leurs tranchants. L'homogénéité du lot d'objets lithiques est encore accentué de ce que sur tous ceux où le talon est encore présent, se trouve un éperon fabriqué avec soin.
Vers le début des années 2000 le musée d'Avallon, qui abrite depuis 1980 l'ensemble des matériaux exhumés aux grottes d'Arcy par Ficatier, l'abbé Parat et l'équipe d'André Leroi-Gourhan, rénove ses salles de Préhistoire. À cette occasion, Pierre Bodu et Jean-Claude Liger étudient les matériaux de la grotte du Cheval qui jusque là avaient été quelque peu négligés. Ils relient entre eux deux segments d'une même lame trouvés l'un par l'abbé Parat, l'autre par les ouvriers qui ont fermé la grotte en 1947 ; et associent (on parle de « remontage ») cette lame reconstituée avec une lame de flanc trouvée par Parat.

## Protection
La grotte du Cheval est l'une des seize cavités, grottes et galerie du site d'Arcy conjointement inscrites comme Monument historique en 1992.